# Cheiracanthium festae
Cheiracanthium festae is een spinnensoort uit de familie Cheiracanthiidae.
De wetenschappelijke naam van de soort werd in 1895 gepubliceerd door Pietro Pavesi.